# Liochthonius neglectus
Liochthonius neglectus är en kvalsterart som beskrevs av Johann Wilhelm Karl Moritz 1976. Liochthonius neglectus ingår i släktet Liochthonius och familjen Brachychthoniidae. Inga underarter finns listade i Catalogue of Life.